# Mate Restu (Vila Verde)
Mate Restu (Tetum für „Ruheort der Toten“) ist eine Aldeia in der osttimoresischen Landeshauptstadt Dili. Die Aldeia liegt im Nordwesten des Sucos Vila Verde (Verwaltungsamt Vera Cruz). In Mate Restu leben 761 Menschen (2015).

## Lage

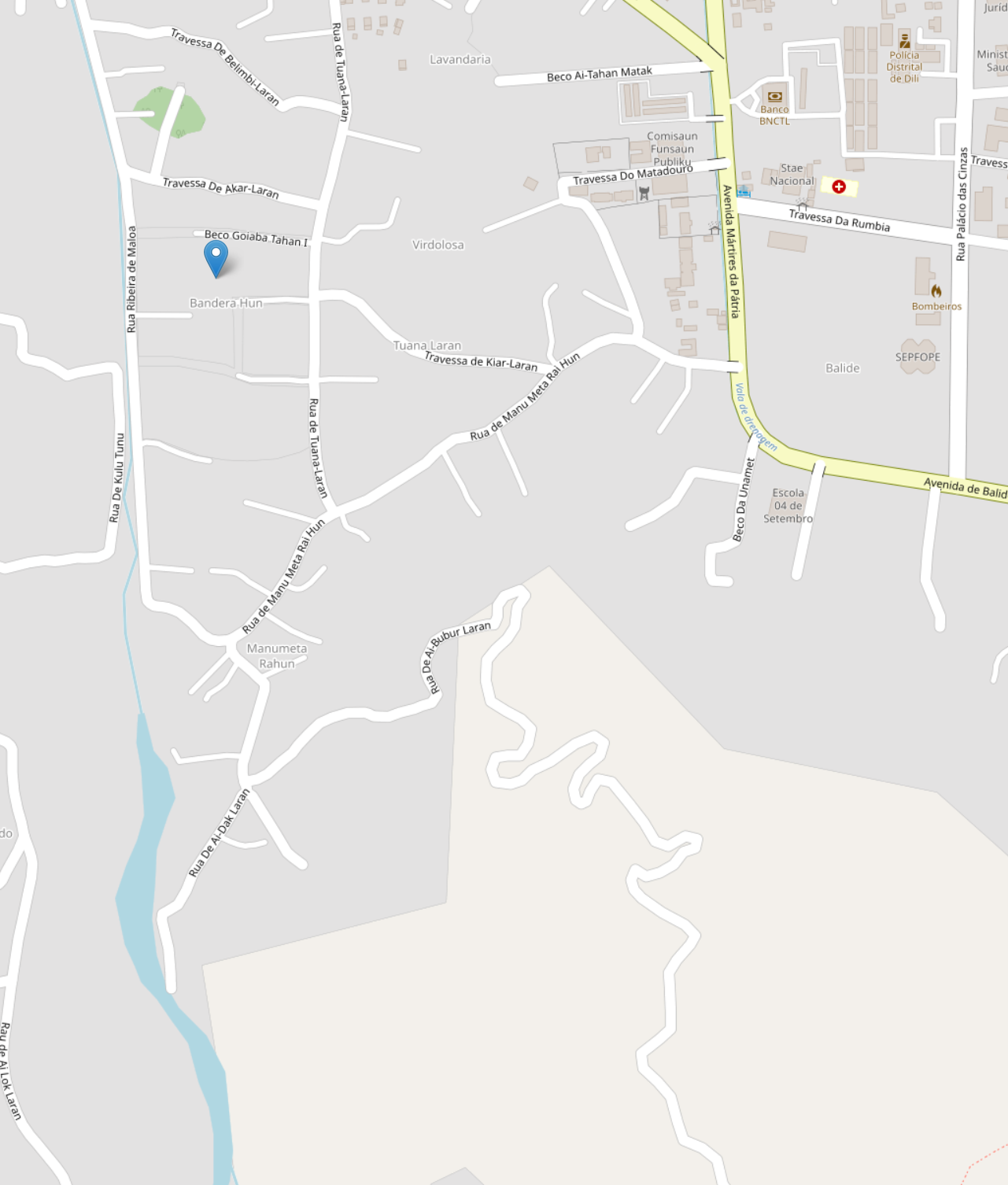
Straßenkarte vom Zentrum Vila Verdes

Mate Restu entspricht in etwa dem traditionellen Stadtteil Manumeta Rahun.
Nördlich von Mate Restu liegt jenseits der Rua Ribeira de Maloa die Aldeia Matua, östlich die Aldeia 1 de Setembro und südlich die Aldeia Mate Moris. Im Westen grenzt Mate Restu mit dem Flussbett des Maloa an den Suco Bairro Pite.